# Avant Window Navigator
Avant Window Navigator (abreviado AWN o Awn) es una barra dock para GNU/Linux gratuita publicada bajo la licencia GPL que se sitúa en uno de los bordes de la pantalla del usuario. Su cometido es gestionar tanto los accesos directos a las aplicaciones como los programas y carpetas abiertas. En lugar de representar las aplicaciones abiertas como botones o segmentos en una barra, utiliza iconos para minimizar el uso del espacio de la pantalla y agregar atractivo visual. Avant Window Navigator fue creado por Neil J. Patel.
Tanto el aspecto visual como las funcionalidades de Avant Window Navigator pueden ser personalizados, además admite plugins y applets como por ejemplo para mostrar el progreso de una descarga en Mozilla Firefox o para controlar un reproductor de música como Rhythmbox. Los plugins y applets pueden ser escritos tanto en C como en Python o Vala. Existe un proyecto hermano, AWN Extras, que es una colección de applets y plugins mantenidos por la comunidad. Los lanzamientos de ambos, AWN y AWN Extras, suelen, por lo general, estar sincronizados.

## Versiones

### 0.4.0
En esta última versión los principales cambios son:
- AWN ya se puede colocar en cualquier esquina de la pantalla.
- Podemos elegir entre distintos estilos de posicionamiento: Flat, Edgy, 3D, Curved y Floaty.
- Hay un modo expandido para que ocupe toda la anchura de pantalla (como una barra de tareas convencional).
- La ocultación automática soporta ahora una ocultación “inteligente” (Intellihide) y el modo Window Dodge.
- Es posible cambiar la alineación de AWN -ya no tiene que estar justo en el centro (genial para multimonitor).
- AWN trata de tener una configuración de colores que siga el de nuestro tema visual Gtk.
- Se han añadido cuatro temas específicos para este dock.
- Es posible cambiar los iconos arrastrando un fichero de este tipo en esa representación.
- Hay soporte para entornos sin composición (con efectos de escritorio).
- Se ha añadido un applet simple de preferencias.
- El gestor de tareas puede agrupar varias ventanas de la misma aplicación.